# 里耶镇
里耶镇位于湖南省龙山县南部的酉水之滨。
2002年6月在里耶镇发现了战国时期的古城、古井，并出土了36000余枚秦朝竹简（里耶秦简）。此古城是戰國時楚國抵禦秦兵的城堡。

## 內容
其中一枚写有“迁陵以邮行洞庭”7个古隶文字，被认为是中国最早的邮寄书信，距今已有2200多年。

## 行政区划
桥头溪乡下辖以下地区：
中孚社区、里耶社区、麦茶社区、自生桥村、天堂村、柳坪村、大板村、龙岩村、红花村、太坪村、杨家溪村、洛子村、半坡村、苗儿村、苗凤村、岩冲村、树木村、比耳村、大丰村、跃进村、麦子坪村、农林村、长春村、杨家寨村、梓木村、桥上村、清平村和真仙村。

## 中国传统村落
2013年8月，长春村被评为第二批中国传统村落。